# Kelet-Szibéria–Csendes-óceán kőolajvezeték
A Kelet-Szibéria–Csendes-óceán kőolajvezeték  (oroszul: трубопроводная система „Восточная Сибирь — Тихий океан”) – orosz rövidítése ВСТО; latin betűkkel, az angol rövidítés szerint: ESPO –  csővezetékrendszer Oroszországban, Szibéria és az orosz Távol-Kelet déli részén. 
A vezetékrendszer Szibéria olajmezőit köti össze a Japán-tenger oroszországi partján, a Nahodkai-öbölben fekvő Kozmino olajkikötővel. Fő célja az orosz olajexport lehetőségeinek és kapacitásának bővítése. Az ESPO az új piacokra jutást, a kőolaj gyorsabb és olcsóbb továbbítását biztosítja, elsősorban a Csendes-óceán ázsiai térségének országaiba. Várhatóan nyersolajjal látja majd el a távol-keleti orosz olajfinomítókat is.

## Építése
A kőolajvezeték kiépíttetője és üzemeltetője a kőolaj- és földgáz szállítására szakosodott Transznyefty orosz társaság. Az első szakaszt (ESPO-1) 2006. áprilisban kezdték építeni és 2009. decemberben helyezték üzembe. Ez a szakasz az Irkutszki terület Tajset városától az Amuri területen, a kínai határhoz közel fekvő Szkovorogyino állomásig tart, hossza 2694 km. Nyomvonala eredetileg a Bajkál közelében vezetett volna, de végül – részben a tó tisztaságát féltő környezetvédők tiltakozása miatt – a tótól kb. 400 km-re északra, Jakutföld déli területein építették meg. Így a vezeték Uszty-Kut, Lenszk, Aldan nyomvonalon éri el Szkovorogyinót. 
Innen leágazás vezet az Amuron át dél felé, a kínai Dakingba. Ennek a vezetéknek legnagyobb része kínai területen fekszik, építése kb. 25 milliárd dollárba került, ezt nagyrészt Kína előlegezte meg. 2010. december 31-én indult meg rajta az olajszállítás.
Az ESPO második, Szkovorogyinótól Kozmino olajkikötőig tartó, 2064 km-es szakaszát (ESPO-2) 2010. januárban kezdték építeni és 2012. szeptemberre fejezték be; elkészült a kozminói olajkikötő bővítése is. A teljes vezetéket ünnepélyes keretek között 2012. december 25-én helyezték üzembe, az ünnepséget  Habarovszkban tartották. A kozminói kikötőben még aznap feltöltötték a vezetéken érkezett nyersolajjal az első tartályhajót.

## Olajszállítás a vezetéken
A vezetékrendszer éves kapacitása 30 millió tonna, ez szükség esetén bővíthető. Átadáskor fő szállítója a Rosznyefty, mely évente 15 millió tonna kőolajat továbbít az ESPO-n. Az olajcég két és fél évvel korábban kezdte meg a termelést a vankori olajmezőn. 
A vezeték átadásakor a Transznyefty elnöke kijelentette, hogy a vezeték megépítésével a Balti-tengertől a Csendes-óceánig tartó egységes olajvezeték-rendszer jött létre. Közölte továbbá, hogy a kozminói tengeri kijáraton át az olajexport 35%-a az Egyesült Államokba,  mintegy 30%-a Japánba, 25–28%-a Kínába irányul, és véleménye szerint ez az arány hosszabb távon megmarad. A fennmaradó mennyiség Szingapúr, Malajzia és Dél-Korea kikötőibe jut.
Az ESPO-n az orosz Távol-Kelet olajfinomítóiba is szállítanak majd nyersolajat. Habarovszk olajfinomítójához 26 km, Komszomolszk-na-Amure olajfinomítójához 350 km hosszú leágazás épül, közben a gyárakat korszerűsítik. Az előbbi vezeték üzembe helyezése 2014-ben, az utóbbié 2017-ben várható.